# Seikilos-Stele

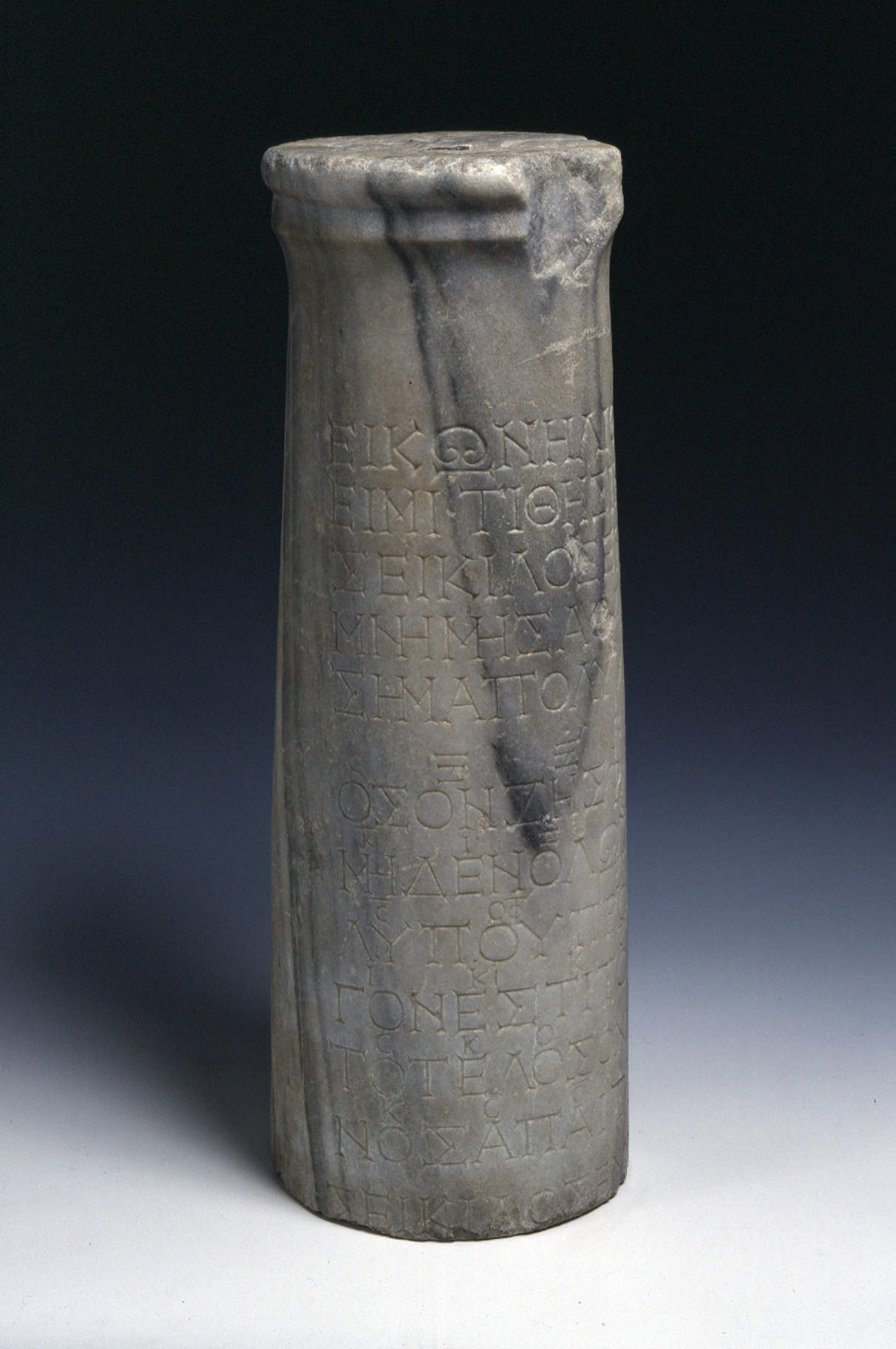
Die Seikilos-Stele im Dänischen Nationalmuseum

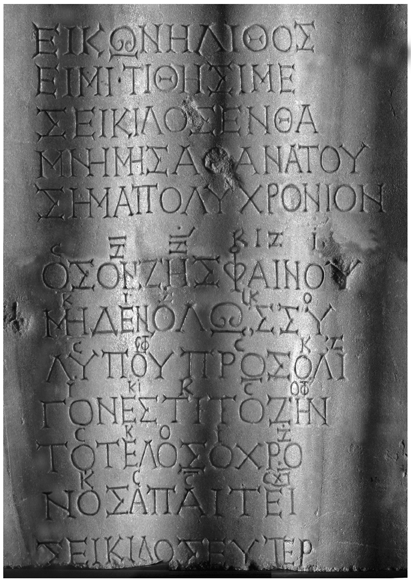
Details der Stele

Die Seikilos-Stele ist ein altgriechischer Grabstein aus Tralleis (Kleinasien), auf dem die Vorform einer musikalischen Notation gefunden wurde. Das in einer antiken Notation eingemeißelte Lied mit griechischem Text wurde frühestens in hadrianischer Zeit (117–138 n. Chr.) und spätestens zu Beginn des 3. Jahrhunderts n. Chr. in den Stein geschlagen. Nur in dieser Zeit findet sich in den Inschriften von Tralleis ein volutenförmiger Buchstabe Omega, der über einer durchgehenden Querhaste schwebt. Es ist somit eines der ältesten vollständig erhaltenen Musikstücke. Das diatonische Stück steht in iastisch-ionischer Tonart, ohne sich lückenlos in die Systematik altgriechischer Musiktheorie einzufügen.

Seikilos-Inschrift mit altgriechischer Musiknotation

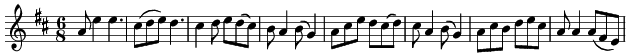
Melodie des Seikilos-Epitaphs in heutige Notation umgeformt

Die Stele wurde 1883 von Sir William Mitchell Ramsay in der Nähe von Aydın entdeckt und veröffentlicht. Ramsay erkannte jedoch nicht, dass eine Form der Musiknotation vorlag und notierte daher: „I do not understand the meaning of the small letters placed above the lines of the second part.“ Dieses Verdienst kam Otto Crusius zu. Die Stele befindet sich nach einer wechselvollen Geschichte heute im Dänischen Nationalmuseum (Inventarnummer 14897).
Griechischer Text
Εἰκὼν ἡ λίθος

εἰμί· τίθησί με

Σεικιλος ἔνθα

μνήμης ἀθανάτου

σῆμα πολυχρόνιον.

Ὅσον ζῇς φαίνου

μηδὲν ὅλως σὺ

λυποῦ· πρὸς ὀλί-

γον ἐστὶ τὸ ζῆν.

τὸ τέλος ὁ χρό-

νος ἀπαιτεῖ.
Umschrift (ohne Akzente)
Eikōn hē lithos

eimi; tithēsi me

Seikilos entha

mnēmēs athanatou

sēma polychronion.

Hoson zēs, phainou

mēden holōs sy

lypou; pros oli-

gon esti to zēn.

to telos ho chro-

nos apaitei.
Eine mögliche Übersetzung
Ich bin ein Bild

in Stein; Seikilos stellte

mich hier auf,

in ewiger Erinnerung,

als zeitloses Symbol.

Solange du lebst, tritt auch in Erscheinung.

Traure über nichts

zu viel. Eine kurze Frist

bleibt zum Leben.

Das Ende bringt die

Zeit von selbst.

Hörbeispiel (Aussprache des Koine-Griechisch)ⓘ
Die Melodie weist enge Verwandtschaft zum Hosanna filio David auf, einem Antiphon der Liturgie zum Palmsonntag. Das deutet darauf hin, dass die Melodie des Liedes von der Seikilos-Stele über Jahrhunderte im Umlauf blieb und schließlich auch für christliche Inhalte adaptiert wurde.